# Powiat mitawski
Powiat lub ujezd mitawski – dawny powiat guberni kurlandzkiej. Dziś jego obszarowi częściowo odpowiada okręg jełgawski na Łotwie.

## Wzmianka z roku 1884
Mitawski powiat ma na przestrzeni 4394 w. kw. Dzieli się na 2 okręgi: dobleński (al. mitawski) 2548 w. kw. i bowski (bauski) 1846 w. kw. Każdy z nich był podzielony na 4 parafie. Okręg dobleński na: mitawska, dobleńska, grenhofska i zessawska. Okręg bowski na: bowska, ekawska, neugutska i baldońska. Mitawskie starostwo grodowe, leżało w księstwach Kurlandyi i Semigalii. Podług ustawy zasadniczej zarządu tych księstw, na sejmie w r. 1617 uchwalonej, do juryzdykcyi tego grodu należały miasta i zamki: Mitawa, Bowsk, Nehogutr, Ekawa, Baldona, Sessawa, Grentzhaff i Doblena. W r. 1794 wraz z całą Kurlandyą
i Semigalią przeszło pod panowanie rossyjskie.